# Избирательный блок
Избира́тельный блок — на выборах в коллегиальный представительный орган власти, объединение нескольких политических движений и отдельных кандидатов под общей программой для совместного выдвижения избирательного списка. В отличие от партий, чья политическая деятельность непрерывна и более разнообразна, для блоков участие в выборах является основной целью, ради которой они и формируются, при этом партии также могут участвовать в этих объединениях.
Избирательный блок рассматривается как временное объединение для участия в конкретных выборах, однако успешные блоки со временем могут быть преобразованы в партии. Так, например, в России из блока Явлинский — Болдырев — Лукин возникла партия Яблоко, из блока Союз правых сил была создана одноименная партия, из блока НПС Родина была создана партия Родина. Крупнейшая партия страны Единая Россия — появилась в результате слияния блоков «Единство» и «Отечество — Вся Россия».
Блоки могут создаваться как предвыборные объединения близких по идеологии движений или сплачиваться вокруг одного или нескольких сильных лидеров. В последнем случае блок часто носит название по имени этого лидера, например, Блок Наталии Витренко на Украине. Мотивом объединения обычно служит возможность набрать больше мест в выборном органе, чем если бы организации-участники блока участвовали в выборах по отдельности. Особенно это актуально при системе с достаточно высоким процентным барьером. Блок также позволяет скоординировать социальные, финансовые и организационные ресурсы для проведения совместной предвыборной кампании.
Блоки могут также формироваться партиями, которым было отказано в регистрации собственных списков, для повторной подачи списка кандидатов от вновь образованного блока. В России примером такой ситуации являлся блок Жириновского, созданный на основе ЛДПР перед выборами в Государственную думу 1999 после отказа в регистрации собственного списка либерал-демократов.

## Блоки в избирательном праве
На основании статьи 17 Федерального закона от 06.12.1994 N 56-ФЗ «Об основных гарантиях избирательных прав граждан Российской Федерации» избирательные блоки могли выдвигать списки кандидатов на выборы всех уровней, в том числе на выборах в Государственную думу. Избирательным блоком при этом признавалось объединение двух или более общественных движений или партий.
После упразднения Федерального закона от 06.12.1994 N 56-ФЗ и вступления нового Федерального закона от 12.06.2002 N 67-ФЗ «Об основных гарантиях избирательных прав и права на участие в референдуме граждан Российской Федерации» избирательные блоки сохранили только право участия в муниципальных выборах и запрещены партиям на выборах в Государственную Думу и региональные парламенты. Допуская лишь списки от зарегистрированных партий, в которых членство в партии не является обязательным.
Избирательные блоки на Украине могут свободно создаваться при участии политических партий.